# ضیاء محی‌الدین
ضیاء محی‌الدین (اردو: ضیاء محی‌الدین؛ انگلیسی: Zia Mohyeddin؛ زادهٔ ۲۰ ژوئن ۱۹۳۳) بازیگر، تهیه‌کننده فیلم و کارگردان فیلم اهل پاکستان است.
از فیلم‌ها یا برنامه‌های تلویزیونی که وی در آن نقش داشته است، می‌توان به لورنس عربستان، آشانتی، اسب کهر را بنگر، بمبئی تاکی، لقاح معصوم و خارطوم اشاره کرد.